# Data Seal of Approval
Els repositoris digitals amb documentació acadèmica han de poder garantir que la informació que publiquen és de qualitat i que a més a més estarà accessible a llarg termini. Data Seal of Approval (DSA), que es pot traduir com a Segell d'Aprovació de Dades, és un certificat creat a iniciativa del Data Archiving and Networked Services Arxivat 2016-05-15 a Wayback Machine. (DANS) als Països Baixos amb la finalitat d'identificar aquells repositoris digitals, d'institucions públiques o privades, que compleixen els objectius de qualitat i de durabilitat de la documentació custodiada. La gestió del segell va ser transferida per ser gestionada internacionalment l'any 2009 i actualment s'avalua sota el criteri d'un grup d'organitzacions compromeses amb la custodia a llarg termini de documentació acadèmica. Així doncs la finalitat del segell DSA és garantir l'accessibilitat a llarg termini de la informació acadèmica i la promoció de continguts de qualitat als repositoris digitals.

## Funcionament
Per aconseguir la certificació del segell DSA s'ha de complir, per part de l'organització candidata, 16 directrius basades en el model de referència per a la preservació i accés de dades a llarg termini OAIS. Aquestes directrius s'agrupen en cinc principis fonamentals:
- La informació pot ser trobada a internet

- La informació és accessible, tenint en compte la legislació pertinent pel que fa a la informació personal i la propietat intel·lectual de les dades.

- La informació està disponible en un format llegible.

- La informació és fiable

- La informació pot ser referenciada

Moltes són les entitats que poden aconseguir el segell DSA, com ara biblioteques, arxius, museus i repositoris digitals. Per iniciar aquests procés de validació les organitzacions interessades han de completar en primer terme un qüestionari d'autoavaluació publicat a la web de Data Seal of Approval. Amb la informació subministrada es realitzarà una revisió per parells per part d'una junta formada per membres dels següents instituts: Alfred Wegener Institute (Alemanya), CINES (França), DANS Arxivat 2016-05-15 a Wayback Machine. (Holanda), ICPSR (EUA), MPI for Psycholinguistics (Holanda), NESTOR Arxivat 2015-04-13 a Wayback Machine. (Alemanya) i UK Data Archive (Regne Unit) la qual avaluarà si l'organització candidata compleix amb les 16 directrius demanades pel DSA Group per atorgar el segell indicador.
Una vegada aconseguida la validació i l'adjudicació del segell DSA l'organització beneficiaria obté el dret de mostrar el logo a la seva web. Per la seva banda l'entitat haurà de donar accés des de la pàgina principal de la seva web a les versions actualitzades del manual Data Seal of Approval (data seal of approval.pdf), el fullet d'informació sobre el DSA (DSA leaflet.pdf) i el formulari de valoració (DSA Assessment form.doc). Tots tres documents estan disponibles a la web http://www.datasealofapproval.org
El certificat Data Seal of Approval és vàlid indefinidament però ha de ser actualitzat periòdicament.
A més a més de la certificació Data Seal of Approval hi ha altres segells que certifiquen repositoris digitals els quals, juntament amb el DSA, formen el European Trusted Digital Repositories:
- Certificació bàsica: DSA

- Certificació ampliada: DIN 31644 Arxivat 2016-05-07 a Wayback Machine.

- Certificació formal: ISO 16363

## Dipòsits certificats amb DSA
Nombrosos repositoris digitals gaudeixen ja de la certificació DSA. La llista dels quals Arxivat 2016-04-02 a Wayback Machine. està publicada al lloc web de DSA i inclou organitzacions com el UK Data Archive, el UCD Digital Library d'Irlanda, el Language Bank of Finland, Strasbourg Astronomical Data Center de França, el Oxford Research Archive for Data del Regne Unit o la Deutsche National Bibliotek Arxivat 2014-11-29 a Wayback Machine. d'Alemanya.